# Joshua Tree Tour
Joshua Tree Tour var U2:s femte turné, genomförd 1987.

## Spelningar
- 1987-04-02 Tempe, AZ, USA, Activity Center (Arizona State University)
- 1987-04-04 Tempe, AZ, USA, Activity Center (Arizona State University)
- 1987-04-05 Tucson, AZ, USA, Community Center
- 1987-04-07 Houston, TX, USA, The Summit
- 1987-04-08 Houston, TX, USA, The Summit
- 1987-04-10 Las Cruces, NM, USA, Pan American Center
- 1987-04-12 Las Vegas, NV, USA, Thomas & Mack Center
- 1987-04-13 San Diego, CA, USA, San Diego Sports Arena
- 1987-04-14 San Diego, CA, USA, San Diego Sports Arena
- 1987-04-17 Los Angeles, CA, USA, Los Angeles Memorial Sports Arena
- 1987-04-18 Los Angeles, CA, USA, Los Angeles Memorial Sports Arena
- 1987-04-20 Los Angeles, CA, USA, Los Angeles Memorial Sports Arena
- 1987-04-21 Los Angeles, CA, USA, Los Angeles Memorial Sports Arena
- 1987-04-22 Los Angeles, CA, USA, Los Angeles Memorial Sports Arena
- 1987-04-24 San Francisco, CA, USA, Cow Palace
- 1987-04-25 San Francisco, CA, USA, Cow Palace
- 1987-04-29 Chicago, IL, USA, Rosemount Horizon
- 1987-04-30 Detroit, MI, USA, Pontiac Silverdome
- 1987-05-02 Worcester, MA, USA, The Centrum
- 1987-05-03 Worcester, MA, USA, The Centrum
- 1987-05-04 Worcester, MA, USA, The Centrum
- 1987-05-07 Hartford, CT, USA, Civic Center
- 1987-05-08 Hartford, CT, USA, Civic Center
- 1987-05-09 Hartford, CT, USA, Civic Center
- 1987-05-11 East Rutherford, NJ, USA, Brendan Byrne Arena (Meadowlands Arena)
- 1987-05-12 East Rutherford, NJ, USA, Brendan Byrne Arena (Meadowlands Arena)
- 1987-05-13 East Rutherford, NJ, USA, Brendan Byrne Arena (Meadowlands Arena)
- 1987-05-15 East Rutherford, NJ, USA, Brendan Byrne Arena (Meadowlands Arena)
- 1987-05-16 East Rutherford, NJ, USA, Brendan Byrne Arena (Meadowlands Arena)
- 1987-05-27 Rom, Italien, Stadio Flaminio
- 1987-05-29 Modena, Italien, Stadio Comunale Braglia
- 1987-05-30 Modena, Italien, Stadio Comunale Braglia
- 1987-06-02 London, England, Wembley Arena
- 1987-06-03 Birmingham, England, NEC Arena
- 1987-06-06 Göteborg, Sverige, Eriksberg
- 1987-06-08 Budapest, Ungern, Népstadion
- 1987-06-12 London, England, Wembley Stadium
- 1987-06-13 London, England, Wembley Stadium
- 1987-06-15 Paris, Frankrike, Le Zénith
- 1987-06-17 Köln, Tyskland, Müngerdorfer Stadion
- 1987-06-18 Poznań, Polen, Hala Arena
- 1987-06-19 Warszawa, Polen, Sala Kongresowa
- 1987-06-21 Basel, Schweiz, St. Jakob's Stadion
- 1987-06-24 Belfast, Nordirland, King's Hall
- 1987-06-27 Dublin, Irland, Croke Park
- 1987-06-28 Dublin, Irland, Croke Park
- 1987-07-01 Leeds, England, Elland Road Stadium
- 1987-07-04 Paris, Frankrike, Hippodrome de Vincennes
- 1987-07-08 Bryssel, Belgien, Forest National
- 1987-07-10 Rotterdam, Holland, Feyenoord-stadion (De Kuip)
- 1987-07-11 Rotterdam, Holland, Feyenoord-stadion (De Kuip)
- 1987-07-15 Madrid, Spanien, Estadio Santiago Bernabéu
- 1987-07-18 Montpellier, Frankrike, Espace Richter
- 1987-07-21 München, Tyskland, Olympiahalle
- 1987-07-22 München, Tyskland, Olympiahalle
- 1987-07-25 Cardiff, Wales, Arms Park
- 1987-07-29 Glasgow, Skottland, SECC Arena
- 1987-07-30 Glasgow, Skottland, SECC Arena
- 1987-08-01 Edinburgh, Skottland, Murrayfield Stadium
- 1987-08-03 Birmingham, England, NEC Arena
- 1987-08-04 Birmingham, England, NEC Arena
- 1987-08-08 Cork, Irland, Pairc Ui Chaoimh
- 1987-09-10 Uniondale, NY, USA, Nassau Veterans Memorial Coliseum
- 1987-09-11 Uniondale, NY, USA, Nassau Veterans Memorial Coliseum
- 1987-09-12 Philadelphia, PA, USA, The Spectrum
- 1987-09-14 East Rutherford, NJ, USA, Giants Stadium
- 1987-09-17 Boston, MA, USA, Boston Garden
- 1987-09-18 Boston, MA, USA, Boston Garden
- 1987-09-20 Washington, DC, USA, Robert F. Kennedy Stadium
- 1987-09-22 Washington, DC, USA, Sullivan Stadium
- 1987-09-23 New Haven, CT, USA, Coliseum
- 1987-09-25 Philadelphia, PA, USA, JFK Stadium
- 1987-09-28 New York, NY, USA, Madison Square Garden
- 1987-09-29 New York, NY, USA, Madison Square Garden
- 1987-10-01 Montréal, Kanada, Stade Olympique
- 1987-10-03 Toronto, Kanada, Canadian National Exhibition Stadium
- 1987-10-06 Cleveland, OH, USA, Municipal Stadium
- 1987-10-07 Buffalo, NY, USA, Memorial Auditorium
- 1987-10-09 Syracuse, NY, USA, Carrier Dome (Syracuse University)
- 1987-10-11 Rochester, NY, USA, Silver Stadium
- 1987-10-13 Pittsburgh, PA, USA, Three Rivers Stadium
- 1987-10-20 Iowa City, IA, USA, Carver-Hawkeye Arena
- 1987-10-22 Champaign, IL, USA, Assembly Hall (University Of Illinois)
- 1987-10-23 Lexington, KY, USA, Rupp Arena
- 1987-10-25 St Louis, MO, USA, St. Louis Arena
- 1987-10-26 Kansas City,MO, USA, Kemper Arena
- 1987-10-28 Rosemount, IL, USA, Rosemount Horizon
- 1987-10-29 Rosemount, IL, USA, Rosemount Horizon
- 1987-10-30 Rosemount, IL, USA, Rosemount Horizon
- 1987-11-01 Indianapolis, IN, USA, Hoosier Dome
- 1987-11-03 St Paul, MN, USA, Civic Center
- 1987-11-04 St Paul, MN, USA, Civic Center
- 1987-11-07 Denver, CO, USA, McNichols Sports Arena
- 1987-11-08 Denver, CO, USA, McNichols Sports Arena
- 1987-11-12 Vancouver, Kanada, BC Place Stadium
- 1987-11-14 Oakland, CA, USA, Oakland Coliseum Stadium
- 1987-11-15 Oakland, CA, USA, Oakland Coliseum Stadium
- 1987-11-17 Los Angeles, CA, USA, Los Angeles Memorial Sports Arena
- 1987-11-18 Los Angeles, CA, USA, Los Angeles Memorial Sports Arena
- 1987-11-22 Austin, TX, USA, Frank Erwin Center (University Of Texas)
- 1987-11-23 Fort Worth, TX, USA, Tarrant County Convention Center
- 1987-11-24 Fort Worth, TX, USA, Tarrant County Convention Center
- 1987-11-26 Baton Rouge, LA, USA, Assembly Center (Louisiana State University)
- 1987-11-28 Murfreesboro, TE, USA, Charles M. Murphy Athletic Center
- 1987-12-03 Miami, FL, USA, Orange Bowl
- 1987-12-05 Tampa, FL, USA, Tampa Stadium
- 1987-12-08 Atlanta, GA, USA, The Omni
- 1987-12-09 Atlanta, GA, USA, The Omni
- 1987-12-11 Hampton, VA, USA, Hampton Coliseum
- 1987-12-12 Hampton, VA, USA, Hampton Coliseum
- 1987-12-19 Tempe, AZ, USA, Sun Devil Stadium (Arizona State University)
- 1987-12-20 Tempe, AZ, USA, Sun Devil Stadium (Arizona State University)

## Låtar som spelades
De mest spelade låtarna under Joshua Tree Tour :
- I Still Haven't Found What I'm Looking For 110 gånger
- Pride (In The Name of Love) 110
- Sunday Bloody Sunday 109
- Running To Stand Still 109
- Bullet The Blue Sky 109
- Exit 109
- I Will Follow 109
- Bad 108
- New Year's Day 108
- With or Without You 107
- 40 105
- In God's Country 103
- MLK 99
- Where The Streets Have No Name 97
- October 93